# Lucretia (Cranach)
Lucretia är en serie oljemålningar av den tyske renässanskonstnären Lucas Cranach den äldre. Han och hans verkstad målade omkring 50 versioner av motivet och det är ibland svårt att fastställa i vilken utsträckning Cranach själv deltagit i utförandet. På Nationalmuseum i Stockholm finns en version från 1528 som ingick i Gustav Vasas konstsamling. Versionen i Helsingfors dateras 1530 och är sedan 1994 utställd på det statliga konstmuseet Sinebrychoff. Båda versionerna är attribuerade Cranach själv. 
Motivet är hämtat från den romerske historieskrivaren Titus Livius som levde 500 år efter Lucretia – några samtida källor för hennes existens finns inte. Där skildras hon som en förnäm romersk adelsdam som våldtas av kungasonen Sextus Tarquinius. Efter att ha berättat vad som hänt för sin make Lucius Tarquinius Collatinus tar hon sitt liv genom att sticka en kniv i hjärtat. Händelsen utlöser en revolt där kung Tarquinius Superbus störtas och den romerska republiken utropas. Under renässansen ansågs Lucretia symbolisera dygd och kyskhet och såväl våldtäkten som självmordet har åtskilliga gånger skildrats i konsten, bland annat av Hans Baldung, Albrecht Dürer, Tizian, Artemisia Gentileschi, Luca Giordano, Rembrandt, Rubens, Tiepolo, Tintoretto och Paolo Veronese.
Lucretia porträtteras i hel- och i halvfigur, naken eller med ett genomskinligt skynke som inget döljer utan snarare riktar uppmärksamheten mot hennes nakenhet. Cranach utvecklade framgångsrikt ett erotiskt nakenmåleri för en utvald krets av privata samlare. Motiven hämtades från religiösa eller mytologiska berättelser för att ge dem ett sken av anständighet. Andra verk av Cranach med liknande tema är Venus och Amor, Paris dom, De tre gracerna, Vilande källnymf och Caritas.  

## Olika versioner
| Bild | Titel               | År              | Teknik              | Format (cm) | Samling                               |
| ---- | ------------------- | --------------- | ------------------- | ----------- | ------------------------------------- |
|      | Lucretias självmord | cirka 1518–1519 | målning på bokpannå | 85,5 x 57,5 | Veste Coburg, Bayern                  |
|      | Lucretia            | 1528            | olja på träpannå    | 57 x 38     | Nationalmuseum, Stockholm             |
|      | Lucretia            | 1529            | olja på bokpannå    | 56,6 x 38,2 | Jagdschloss Grunewald, Berlin         |
|      | Lucretias självmord | 1529            | olja på träpannå    | 74,9 × 54   | Museum of Fine Arts, Houston          |
|      | Lucretias självmord | cirka 1524–1530 | olja på lindpannå   | 194 x 75    | Alte Pinakothek, München              |
|      | Lucretia            | 1530            | tempera på bokpannå | 38 × 24,5   | Konstmuseet Sinebrychoff, Helsingfors |
|      | Lucretia            | 1530            | olja på träpannå    | 76,0 x 56,1 | Royal Collection, Windsor Castle      |
|      | Lucretia            | 1533            | olja på bokpannå    | 37,4 x 23,9 | Gemäldegalerie, Berlin                |
|      | Lucretia            | 1534            | olja på träpannå    | 50,4 x 36,4 | Museo de Bellas Artes, Bilbao         |
|      | Lucretia            | 1538            | olja på ekpannå     | 58,2 x 40,2 | Johan III:s palatsmuseum, Wilanów     |
|      | Lucrecia romana     | cirka 1530–1540 | olja på träpannå    | 75,4 x 56,2 | Museo Soumaya, Mexico City            |
|      | Lucretia            | cirka 1535–1540 | olja på träpannå    | 79 x 64     | Kunstmuseum, Basel                    |
|      | Lucretia            | cirka 1525–1550 | olja på lindpannå   | 87,6 x 58,3 | Staatsgalerie, Neue Residenz, Bamberg |